# Iaroslava Burlacenko
Iaroslava Burlacenko (în ucraineană Ярослава Бурлаченко, n. 14 mai 1992, în Kiev) este o handbalistă din Ucraina care joacă pentru clubul românesc CS Gloria 2018 Bistrița-Năsăud și echipa națională a Ucrainei. Sportiva, care ocupă postul de pivot, a mai evoluat anterior în România, în sezonul 2012-2013, când a jucat pentru HC Danubius Galați, sezonul 2016-2017, când a jucat pentru SCM Craiova, sezonul 2017-2018, când a jucat pentru HCM Slobozia, între 2018 și 2022 când a jucat pentru CS Minaur Baia Mare și între 2022 și 2024 când a jucat pentru SCM Gloria Buzău.

## Palmares
- Liga Europeană:
  -  Medalie de bronz (Turneul Final Four): 2021
  - Locul 4 (Turneul Final Four): 2022

- Cupa Challenge:
  - Sfert-finalistă: 2010, 2012, 2015
  - Optimi de finală: 2009

- Liga Națională: 
  -  Medalie de argint: 2021

- Cupa României:
  -  Finalistă: 2017